# 비르기테 페데르스필
비르기테 페데르스필(덴마크어: Birgitte Federspiel, 1925년 9월 6일 ~ 2005년 2월 2일)은 덴마크의 배우이다.
코펜하겐에서 태어났으며 오덴세에서 사망하였다. 사인은 질병이다.

## 영화
- 캣 (2001년)
- 바바라 (1997년)
- 바베트의 만찬 (1987년) - 마티나 역
- Z.P.G. (1972년)
- 기아 (1966년)
- 오데트 (1954년)